# Recette de cuisine
Pour les articles homonymes, voir Recette.
Une recette de cuisine est un ensemble structuré d'instructions qui indique les ingrédients ainsi que les opérations nécessaires pour effectuer une préparation alimentaire en cuisine à l’aide d’ustensiles.
Elle commence généralement par un titre et précise notamment, pour un nombre donné de personnes, les quantités de chaque ingrédient, le temps de préparation et de cuisson et, le cas échéant, le mode de cuisson. Les différentes opérations à effectuer sont souvent décrites en utilisant des termes spécialisés propres aux techniques culinaires. Les recettes peuvent être considérées comme un moyen de transmission de la culture alimentaire. 

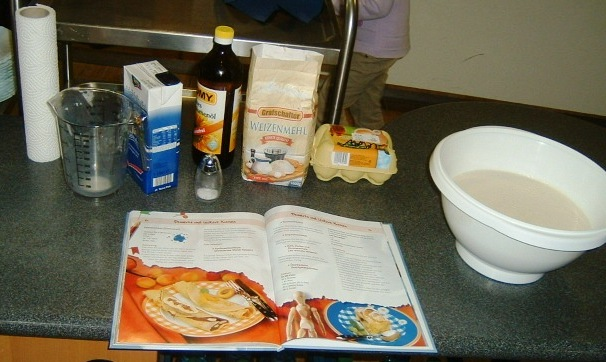
Recette pour un gâteau avec des ingrédients déjà préparés.

## Historique

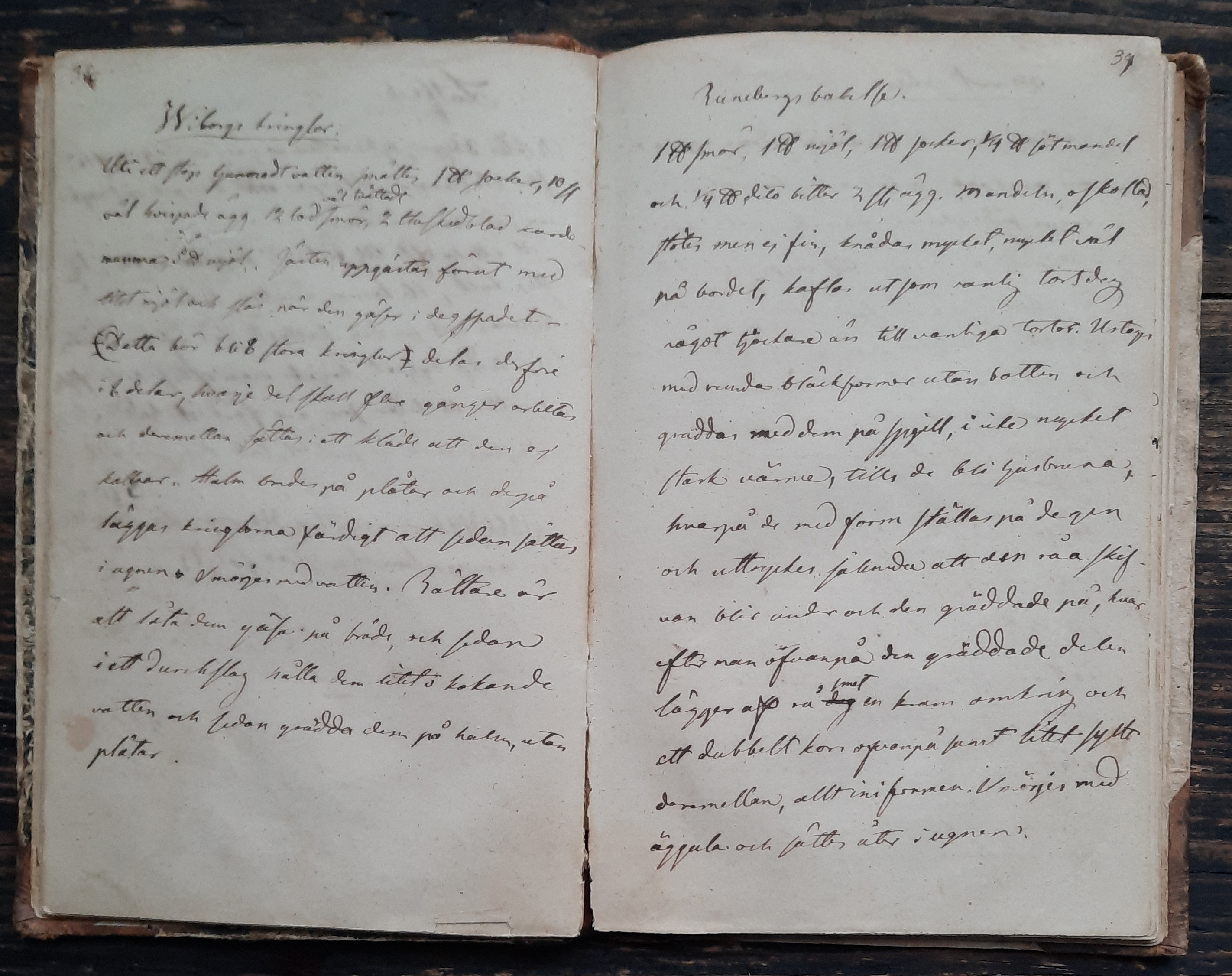
Recette originale de Fredrika Runeberg des années 1850 pour la tarte de Runeberg.

Les premières recettes « publiées » datent de l'époque babylonienne : trois tablettes, conservées à l'université Yale et datant d'environ 1 600 ans av. J.-C. . Si on peut considérer qu'il s'agit d'une série de recettes, elles ne  comportent néanmoins ni temps de préparation, ni quantité des ingrédients, et ces derniers ne sont pas toujours identifiés.
Un autre ouvrage ancien connu est le De re coquinaria, d’Apicius, du début de notre ère.

## Types de recettes
Dans certaines familles, les recettes se transmettent comme tradition familiale. Comme il s'agit majoritairement d'une transmission de mère en fille, on les nomme les « recettes de grand-mère ».

## Supports médiatiques
Les recettes sont visibles partout, les émissions mêlant téléréalité et apprentissage des recettes de cuisine se multiplient.
Cet engouement se voit également sur la toile : on assiste à une explosion des blogs culinaires. Il existe même des salons de blogs culinaires. Ces blogs présentent l'avantage de donner du dynamisme aux recettes de cuisine :
- l'auteur décrit sa recette ;
- il ajoute des photos, des vidéos, des hyperliens vers d'autres recettes ou des pages décrivant la préparation de sauces et autres éléments constitutifs d'une recette de cuisine ;
- des membres peuvent commenter et noter les recettes.

Certains blogs permettent même de proposer des recettes de cuisine en fonction des ingrédients choisis.

## Protections
Les recettes de cuisine divisent la jurisprudence en ce qui concerne le droit d'auteur. Il est révélé qu'étant des idées et des savoirs-faire, elles ne sont pas protégeables, malgré des nuances suivant les jugements,.